# Blakea monticola
Blakea monticola là một loài thực vật có hoa trong họ Mua. Loài này được J.R. Johnst. mô tả khoa học đầu tiên năm 1905.